# Stofuitdrukking

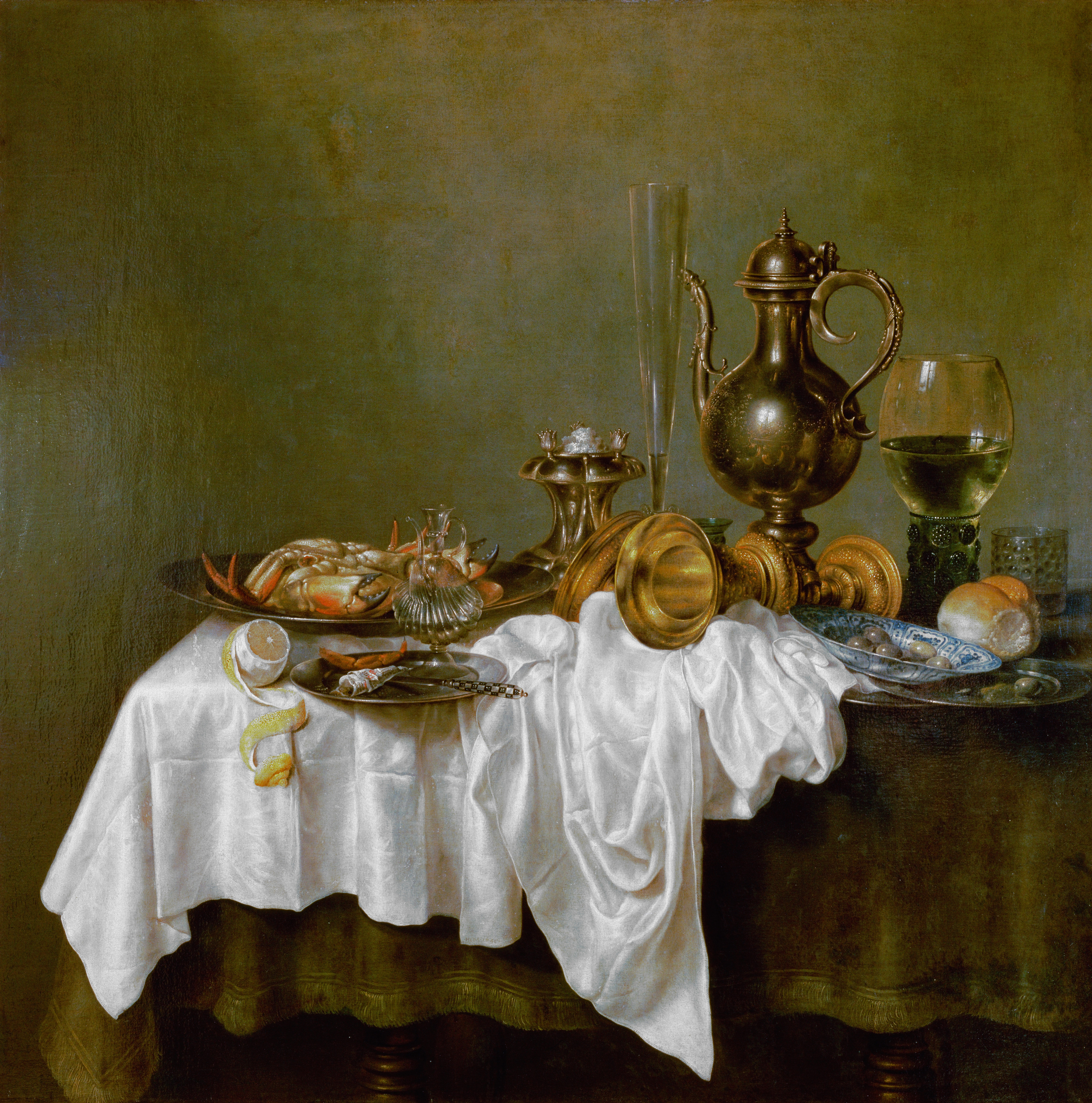
Willem Claesz. Heda: Ontbijt met krab, 1648

Stofuitdrukking is een term uit de schilderkunst voor de manier waarop een kunstenaar de oppervlaktestructuur van een materiaal afbeeldt.
Vooral bij het schilderen van een traditioneel, realistisch stilleven is het virtuoos weergeven van de verschillende materialen de doelstelling van de schilder, naast een mooie compositie of het verbeelden van een bepaalde symboliek. Een dergelijk stilleven wordt dan ook vaak samengesteld om zo veel mogelijk verschillende oppervlakken te laten zien. Terugkerende onderdelen daarbij zijn vaak een glas, met zijn harde spiegelende oppervlak en vaak nog deels gevuld met wijn, een aantal voorwerpen van metaal, bijvoorbeeld een ietwat roestig mes, een tinnen kan, en zilveren of gouden voorwerpen. Voorts voedingsmiddelen met een verschillend oppervlak, zoals druiven, schaaldieren, brood of vruchten. Een meester van dit type schilderijen was Willem Claesz. Heda. In het hiernaast weergegeven schilderij zijn zelfs twee verschillende tafelkleden weergegeven.
Ook bij het schilderen van een portret kan de stofuitdrukking worden gebruikt om het realisme te versterken, waarbij een sterk contrast verkregen kan worden tussen de huid en verschillende onderdelen van de kleding en sieraden. Rembrandt heeft dit toegepast in bijvoorbeeld Het Joodse Bruidje, en Jan van Eyck in Portret van Giovanni Arnolfini en zijn vrouw. De schilders van de school der Vlaamse Primitieven waren uiterst bedreven in het zo realistisch mogelijk weergeven van de structuur van stoffen. Dit wordt verklaard doordat Vlaanderen in de 15e eeuw toonaangevend was in de productie van lakenstoffen.
Sommige hedendaagse kunstschilders vermijden juist een realistische stofuitdrukking, bijvoorbeeld Fernando Botero. Ook de kubisten vermeden in hun stillevens een natuurgetrouwe stofuitdrukking.